# Jonathan Richardson
Jonathan Richardson, detto il Vecchio (Londra, 12 gennaio 1667 – Londra, 28 maggio 1745), è stato un pittore, collezionista d'arte e teorico dell'arte inglese.

## Biografia
Figlio di William e Mary Richardson, il padre morì nel 1672, e la madre si risposò poco dopo.
Jonathan Richardson fu uno dei principali ritrattisti londinesi del suo tempo, rinomato per l'accuratezza dei suoi ritratti. Era anche un collezionista d'arte, avendo accumulato una collezione personale di quasi mille dipinti.
Nel 1715 pubblicò An Essay on the Theory of Painting, il primo saggio conosciuto a trattare di una teoria artistica in lingua inglese. Quattro anni più tardi diede alle stampe la continuazione del saggio, uscita con il titolo Essay on the Whole Art of Criticism as it Relates to Painting and an Argument in Behalf of the Science of the Connoisseur.
Richardson fu il maestro del ritrattista Thomas Hudson che divenne suo genero. I suoi scritti, incluso il Trattato di pittura (Treatise of Painting), hanno avuto un'influenza importante su artisti e teorici dell'arte, tra cui Joshua Reynolds.
Nel 1734, Arthur Pond, insieme a Charles Knapton, attraverso nuove tecniche incisorie riprodusse un insieme di disegni dei maestri italiani provenienti specialmente dalla collezione di Richardson, intitolata A Collection of Etchings and Engravings in Imitation of Drawings from Various Old Masters, Being Facsimiles of Their Respective Performances.